# Turluianu
Turluianu – wieś w Rumunii, w okręgu Bacău, w gminie Berești-Tazlău. W 2011 roku liczyła 1382 mieszkańców.